# حسنجون
روستای حسنجون در شهرستان طالقان قرار دارد و در جوار روستای سیدآباد قرار گرفته و این دو روستا در کنارهم یک روستا با نام روستای حسنجون و سیدآباد را به وجود آورده‌اند.
روستای حسنجون و سیدآباد در ۲ کیلومتری مرکز طالقان (شهرک) قرار گرفته‌است.
مردم این روستا و سیدآباد به  زبان طبری گویش طالقانی تکلم می‌کنند.